# 무라이 히데오 척살 사건

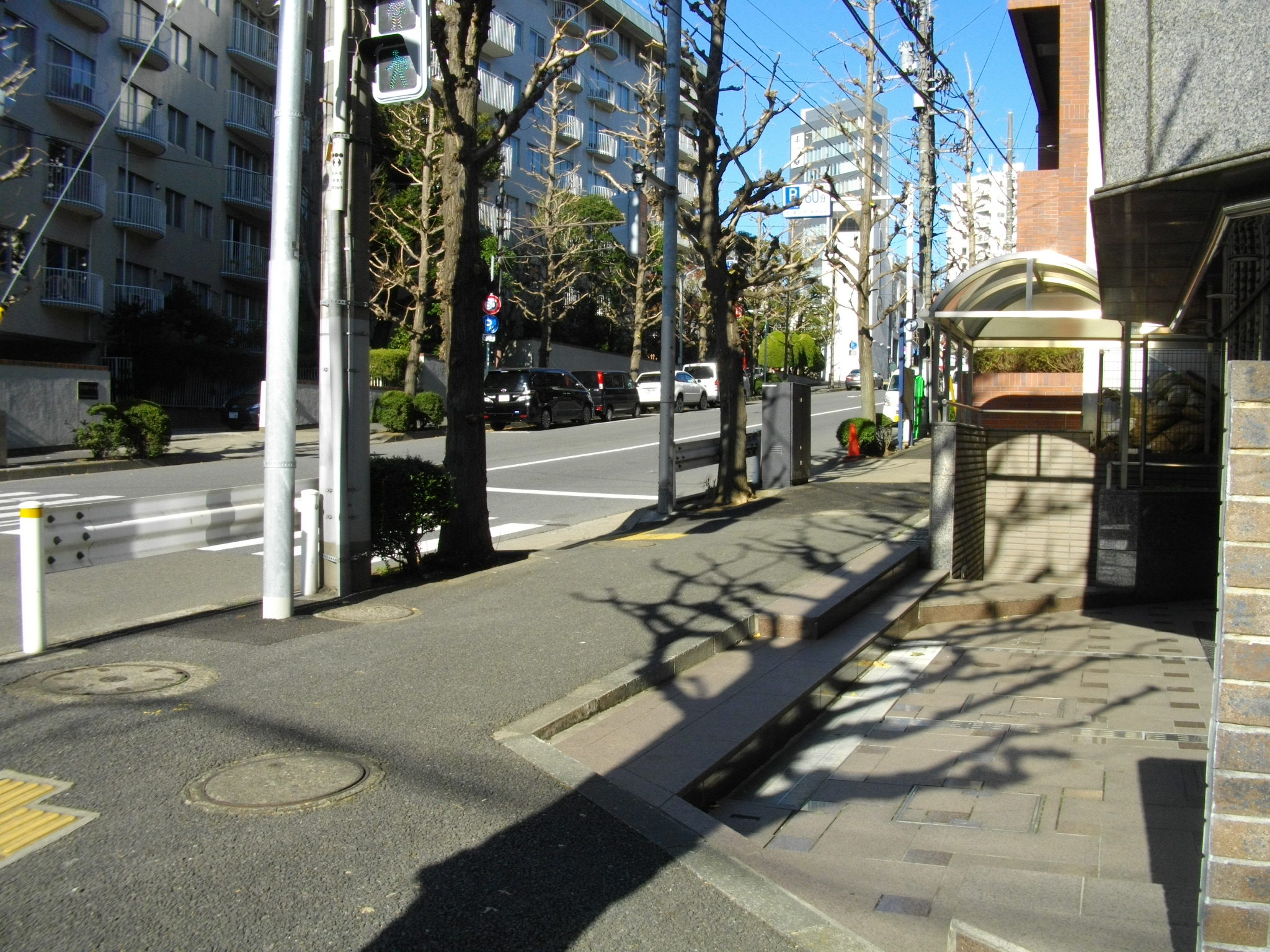
사건 현장

무라이 히데오 척살 사건(일본어: 村井秀夫刺殺事件)은 1995년 4월 23일에 일본에서 발생한 살인 사건으로, 옴진리교의 간부였던 무라이 히데오가 200명이 넘는 매스컴 관련자들이 모인 곳에서 재일 한국인 서유행에게 살해된 사건이다.